# Tony Pierce-Roberts
Tony Pierce-Roberts (* 24. Dezember 1944 in Birkenhead, Merseyside) ist ein britischer Kameramann.

## Biografie
Tony Pierce-Roberts wurde am 24. Dezember 1944 in Birkenhead (England) geboren. Als er 11 Jahre alt war, wanderte seine Familie nach Rhodesien aus. Dort schloss er sich später der African Film Unit an. Als er 1966 nach Großbritannien zurückkehrte, arbeitete er zunächst bei der BBC in London als Kameraassistent. 1979 begann die Kameraarbeit bei größeren Filmproduktionen. Filme wie James Ivorys Zimmer mit Aussicht verschafften ihm eine gute Reputation, die zur Verpflichtung nach Hollywood führte, wo er auch weiterhin mit Ivory zusammenarbeitete und an erfolgreichen Filmen wie Enthüllung, Der Klient und Underworld beteiligt war.

## Filmografie (Auswahl)
- 1979: Dame, König, As, Spion (Tinker, Tailor, Soldier, Spy)
- 1984: Magere Zeiten – Der Film mit dem Schwein (A Private Function)
- 1985: Zimmer mit Aussicht (A Room with a View)
- 1988: Agent ohne Namen (The Bourne Identity)
- 1989: Brennendes Schicksal (No Place Like Home)
- 1990: Mr. & Mrs. Bridge
- 1991: Wolfsblut (White Fang)
- 1992: Wiedersehen in Howards End (Howards End)
- 1993: Was vom Tage übrig blieb (The Remains of the Day)
- 1993: Stark – The Dark Half (The Dark Half)
- 1993: Und ewig schleichen die Erben (Splitting Heirs)
- 1994: Enthüllung (Disclosure)
- 1994: Der Klient (The Client)
- 1995: Haunted – Haus der Geister (Haunted)
- 1996: Mein Mann Picasso (Surviving Picasso)
- 1997: Aus dem Dschungel, in den Dschungel (Jungle 2 Jungle)
- 1998: Paulie – Ein Plappermaul macht seinen Weg (Paulie)
- 1999: Asterix und Obelix gegen Caesar (Astérix et Obélix contre César)
- 2000: The Golden Bowl
- 2002: Dinotopia
- 2002: Ernst sein ist alles (The Importance of Being Earnest)
- 2003: Underworld
- 2004: De-Lovely – Die Cole Porter Story (De-Lovely)
- 2005: Geliebte Lügen (Separate Lies)
- 2005: Doom – Der Film (Doom)
- 2006: Home of the Brave
- 2007: Gene Broadway – Tanz … oder Liebe? (J’aurais voulu être un danseur)
- 2008: Verliebt in die Braut (Made of Honor)
- 2014: Vampire Academy

## Auszeichnungen
Oscar
Nominierungen:
- 1987: Beste Kamera für Zimmer mit Aussicht
- 1993: Beste Kamera für Wiedersehen in Howards End

BAFTA Award
Auszeichnungen:
- 1980: Best Film Cameraman für Dame, König, As, Spion
- 1981: Best Film Cameraman für BBC2 Playhouse: Caught on a Train

Nominierungen:
- 1983: Best Film Cameraman für P’tang, Yang, Kipperbang.
- 1987: Beste Kamera für Zimmer mit Aussicht
- 1993: Beste Kamera für Wiedersehen in Howards End
- 1994: Beste Kamera für Was vom Tage übrig blieb

New York Film Critics Circle Award
Auszeichnungen:
- 1986: Beste Kamera für Zimmer mit Aussicht

Evening Standard British Film Award
Auszeichnungen:
- 1987: Beste technische oder künstlerische Leistung für Zimmer mit Aussicht

ASC-Award
Nominierungen:
- 1987: Outstanding Achievement in Cinematography in Theatrical Releases für Zimmer mit Aussicht
- 1993: Outstanding Achievement in Cinematography in Theatrical Releases für Wiedersehen in Howards End